# OGC Nice
Olympique Gymnaste Club Nice Côte d'Azur (pronunție în franceză: [ɔlɛ̃pik ʒimnast klœb nis]), denumit în mod obișnuit OGC Nice sau pur și simplu Nice, este un club de fotbal profesionist francez cu sediul în Nisa care evoluează în Ligue 1. Echipa joacă meciurile de acasă pe stadionul Allianz Riviera.
Nice a fost fondată sub numele Gymnaste Club de Nice și este unul dintre membrii fondatori ai primei divizii a fotbalului francez. Clubul a câștigat Ligue 1 de patru ori, Trophée des Champions o dată și Cupa Franței de trei ori. A obținut majoritatea realizărilor sale în anii 1950, clubul fiind condus de antrenori precum Numa Andoire, englezul William Berry și Jean Luciano. Ultima realizare a clubului a fost câștigarea Cupei Franței în 1997, după ce a învins Guingamp cu 4–3 la penalty-uri în finală. Culorile lui Nice sunt roșu și negru.
În timpul succesului clubului din anii 1950, Nice a fost printre primele cluburi franceze care au integrat cu succes jucătorii internaționali în lot. Jucătorii de seamă îi includ pe Héctor De Bourgoing, Pancho Gonzales, Victor Nurenberg și Joaquín Valle, acesta din urmă fiind cel mai mare marcator al clubului din toate timpurile și, probabil, cel mai mare jucător.

## Lotul actual
La 14 august 2025.
| Nr. |                      | Poziție | Jucător            |
| --- | -------------------- | ------- | ------------------ |
| 2   | Tunisia              | F       | Ali Abdi           |
| 4   | Brazilia             | F       | Dante (căpitan)    |
| 5   | Egipt                | F       | Mohamed Abdelmonem |
| 6   | Algeria              | M       | Hicham Boudaoui    |
| 7   | Coasta de Fildeș     | A       | Jérémie Boga       |
| 8   | Republica Dominicană | M       | Pablo Rosario      |
| 9   | Nigeria              | A       | Terem Moffi        |
| 10  | Maroc                | M       | Sofiane Diop       |
| 11  | Franța               | M       | Morgan Sanson      |
| 14  | Algeria              | A       | Billal Brahimi     |
| 19  | Algeria              | M       | Badredine Bouanani |
| 20  | Franța               | F       | Tom Louchet        |
| 21  | Suedia               | A       | Isak Jansson       |
| 22  | Franța               | M       | Tanguy Ndombele    |
| 23  | Franța               | M       | Gabin Bernardeau   |
| 25  | Franța               | A       | Mohamed-Ali Cho    |

| Nr. |              | Poziție | Jucător                                     |
| --- | ------------ | ------- | ------------------------------------------- |
| 26  | Franța       | F       | Melvin Bard                                 |
| 28  | Sierra Leone | F       | Juma Bah (împrumutat de la Manchester City) |
| 30  | Polonia      | P       | Bartosz Zelazowski                          |
| 31  | Franța       | P       | Maxime Dupé                                 |
| 33  | Senegal      | F       | Antoine Mendy                               |
| 36  | Maroc        | F       | Hamza Koutoune                              |
| 37  | Ghana        | F       | Kojo Peprah Oppong                          |
| 39  | Franța       | M       | Djibril Coulibaly                           |
| 44  | Franța       | F       | Amidou Doumbouya                            |
| 49  | Camerun      | A       | Bernard Nguene                              |
| 55  | Burundi      | M       | Youssouf Ndayishimiye                       |
| 64  | Canada       | F       | Moïse Bombito                               |
| 80  | Senegal      | P       | Yehvann Diouf                               |
| 92  | Franța       | F       | Jonathan Clauss                             |
| 99  | Ghana        | M       | Salis Abdul Samed                           |

## Palmares

### Intern
- Ligue 1
  - Campioană (4): 1950–51, 1951–52, 1955–56, 1958–59
  - Vicecampioană: 1972–73, 1975–76
- Ligue 2
  - Campioană (4): 1947–48, 1964–65, 1969–70, 1993–94
- Division 3
  - Campioană (2): 1984–85, 1988–89
- Coupe de France
  - Câștigătoare (3): 1951–52, 1953–54, 1996–97
  - Finalistă: 1951–52, 1953–54, 1996–97
- Trophée des Champions
  - Câștigătoare : 1970

### Altele
- Cupa Latină
  - Finalistă (1): 1952

## Antrenori
| Număr | Nume                  | Perioada                 |
| ----- | --------------------- | ------------------------ |
| 1     | Jim MacDewitt         | 1932-nov. 1933           |
| 2     | Tandler, Kramer, Bell | nov. 1933-iul. 1934      |
| 3     | Emmanuel Lowy         | 1935-1937                |
| 4     | Karel Kudrna          | 1937-oct. 1937           |
| 5     | Ricardo Zamora        | oct. 1937-1938           |
| 6     | Josep Samitier        | 1938-1939                |
| 7     | Luis Valle            | 1945-dec. 1946           |
| 8     | Maurice Castro        | 8 dec. 1946-18 dec. 1946 |
| 9     | Jean Lardi            | 19 dec. 1946-1947        |
| 10    | Anton Marek           | 1947-1949                |
| 11    | Émile Veinante        | 1949-1950                |
| 12    | Élie Rous             | 1950-dec. 1950           |
| 13    | Jean Lardi            | dec. 1950-ian. 1951      |
| 14    | Numa Andoire          | feb. 1951-nov. 1952      |
| 15    | Mario Zatelli         | dec. 1952-1953           |
| 16    | George Berry          | 1953-1955                |
| 17    | Luis Carniglia        | 1955-1957                |
| 18    | Jean Luciano          | 1957-1962                |
| 19    | Numa Andoire          | 1962-1964                |
| 20    | Pancho González       | 1964-1969                |

| Număr | Nume              | Perioada            |
| ----- | ----------------- | ------------------- |
| 21    | Léon Rossi        | 1969-sep. 1971      |
| 22    | Jean Snella       | oct. 1971-1974      |
| 23    | Vlatko Marković   | 1974-nov. 1976      |
| 24    | Jean-Marc Guillou | dec. 1976-ian. 1977 |
| 25    | Léon Rossi        | feb. 1977-1978      |
| 26    | Koczur Ferry      | 1978-ian. 1979      |
| 27    | Albert Batteux    | feb. 1979-1979      |
| 28    | Léon Rossi        | 1979-1980           |
| 29    | Vlatko Marković   | 1980-aug. 1981      |
| 30    | Marcel Domingo    | sep. 1981-1982      |
| 31    | Jean Sérafin      | 1982-1987           |
| 32    | Nenad Bjeković    | 1987-1989           |
| 33    | Pierre Alonzo     | 1989-oct. 1989      |
| 34    | Carlos Bianchi    | nov. 1989-1990      |
| 35    | Jean Fernandez    | 1990-nov. 1990      |
| 36    | Jean-Noël Huck    | dec. 1990-oct. 1992 |
| 37    | Albert Emon       | nov. 1992-1996      |
| 38    | Daniel Sanchez    | 1996-dec. 1996      |
| 39    | Silvester Takač   | dec. 1996-oct. 1997 |
| 40    | Michel Renquin    | oct. 1997-mar. 1998 |

| Număr | Nume                | Perioada            |
| ----- | ------------------- | ------------------- |
| 41    | Silvester Takač     | apr. 1998-1998      |
| 42    | Victor Zvunka       | 1998-ian. 1999      |
| 43    | Guy David           | ian. 1999-2000      |
| 44    | Christian Damiano   | 2000                |
| 45    | Sandro Salvioni     | 2000-iul. 2002      |
| 46    | Gernot Rohr         | iul. 2002-apr. 2005 |
| 47    | Gérard Buscher      | apr. 2005-mai 2005  |
| 48    | Frédéric Antonetti  | mai 2005-mai 2009   |
| 49    | Didier Ollé-Nicolle | iun. 2009-mar. 2010 |
| 50    | Éric Roy            | mar. 2010-nov. 2011 |
| 51    | René Marsiglia      | nov. 2011-mai 2012  |
| 52    | Claude Puel         | mai 2012-mai 2016   |
| 53    | Lucien Favre        | mai 2016-mai 2018   |
| 54    | Patrick Vieira      | iun. 2018-dec. 2020 |
| 55    | Adrian Ursea        | dec. 2020-mai 2021  |
| 56    | Christophe Galtier  | iun. 2021-iun. 2022 |
| 57    | Lucien Favre        | iun 2022-ian. 2023  |
| 58    | Didier Digard       | ian. 2023-iun. 2023 |
| 59    | Francesco Farioli   | iun 2023-mai 2024   |
| 60    | Franck Haise        | iunie 2024-         |

## Evoluția siglei

1992-2013
2013-prezent